# Pranas Dovydaitis
Pranas Dovydaitis  pronunciació (?·pàg.) (n. 2 de desembre del 1886 a Runkiai; mort el 4 de novembre del 1942 a Sverdlovsk, RSFSR) fou un polític lituà, Primer ministre de Lituània, mestre, enciclopedista, editor i professor.